# Fernando Raimundo Rodrigues
Fernando Raimundo Rodrigues (Vila Flor, 1 de setembro de 1929 — Ovar, 12 de janeiro de 2016) foi um político, advogado, autarca e dirigente desportivo intimamente ligado à cidade de Ovar, à região de Aveiro e à Associação Desportiva Ovarense.

## Biografia
Da sua carreira política, destaca-se o facto de ter sido o primeiro Presidente da Câmara de Ovar eleito democraticamente, após o 25 de abril, a 3 de janeiro de 1977.

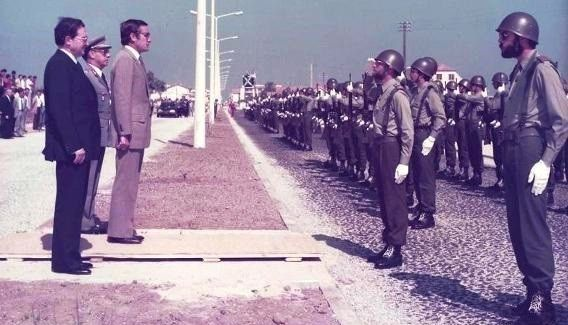
Fernando Raimundo Rodrigues com o Presidente António Ramalho Eanes, na inauguração da Av. do Emigrante, em Ovar.

Durante a sua vida, foi ainda Governador Civil do Distrito de Aveiro, Deputado da Assembleia da República, Presidente da Assembleia Municipal de Ovar, Presidente da Mesa da Assembleia Geral da Federação Portuguesa de Futebol, membro da Comissão de Fiscalização da Radiotelevisão Portuguesa e Presidente da Direcção e da Mesa da Assembleia Geral da Associação desportiva Ovarense.
O Pavilhão Multi-desportos da Associação Desportiva Ovarense tem o seu nome, bem como uma rua em Esmoriz.